# Об'єкт 768
Об'єкт 768 — радянська дослідна бойова машина піхоти. Розроблена в конструкторському бюро Челябінського тракторного заводу. Серійно не вироблялася.

## Історія створення
На початку 1970-х років гостро постало питання про модернізацію і вдосконалення конструкції БМП-1. Насамперед проблема стояла в низькій ефективності озброєння БМП-1. Зброя 2А28 «Грім» була малоефективна як проти живої сили противника, і проти танків. Вдосконалення БМП-1 було задано на конкурсній основі під шифром «Бокс». У конкурсі брали участь конструкторські бюро двох заводів: Челябінського тракторного заводу та Курганського машинобудівного заводу. Результатом удосконалення конструкції БМП-1 стала машина з позначенням Об'єкт 768. У 1972 році був виготовлений дослідний зразок, проте на озброєнні машина прийнята не була.

## Опис конструкції

### Броньовий корпус та башта
Броньовий корпус зварений із сталевих броньових катаних листів у передній частині корпусу розміщено моторно-трансмісійне відділення, а в кормі розташоване відділення для бійців. У центральній частині корпусу встановлена обертова одномісна башта з комплексом озброєння. Так як нове озброєння не входило в стару башту БМП-1, конструкція башти була змінена. Було збільшено її загальний діаметр, тому маса машини збільшилася, а місткість десантного відділення зменшилася. З метою підвищення місткості машини довжина корпусу було збільшено на 835 мм проти БМП-1. Передня частина корпусу, на відміну від базової машини, зварювалася з двох частин..

### Ходова частина
Через зміни конструкції башти та бойового відділення змінилася конструкція ходової частини. Для підвищення запасу плавучості, а також у зв'язку із збільшенням довжини корпусу машини, в ходову частину було додано додаткову сьому опорну ковзанку з кожного борту машини. Змінилося розташування гідроамортизаторів. З шостої катки амортизатори були перенесені на сьомий, а також були встановлені додаткові амортизатори на другі ковзанки машини.

### Озброєння
Як основне озброєння використовувалася гармата 2А41 «Зірниця», що являла собою покращену гармату 2А28 «Гром» з подовженим стволом і збільшеною дальністю стрілянини. Зброя мала двоплощинний стабілізатор. Військовий боєкомплект становив 40 пострілів..
Додатково зі знаряддям був спарен НСВТ «Утьос». Військовий боєкомплект становив 500 набоїв.
Також на даху башти була встановлена пускова установка з ПТУР 9М113 «Конкурс». У боєкомплекті було 4 ракети.
В одному з варіантів, що проробляються, було запропоновано встановити 7,62-мм кулемет ПКТ у спеціальну обертову башту командира, проте на виготовленому зразку дана пропозиція реалізована не була.

## Машини на базі
Об'єкт 769 — радянська експериментальна бойова машина піхоти. Розроблено в конструкторському бюро Челябінський тракторний завод Челябінського тракторного заводу.